# Viggiù
Viggiù est une commune italienne de la province de Varèse dans la région Lombardie en Italie.

## Histoire
La toponymie de la ville pour dériver de  Viglue et Vigue[réf. nécessaire] et correspondre à l'italien vegliatori, considérant le ù comme restant de -orium[réf. nécessaire].

## Administration
| Période                                  | Période  | Identité       | Étiquette        | Qualité |
| ---------------------------------------- | -------- | -------------- | ---------------- | ------- |
| 8/6/2009                                 | En cours | Sandra Cane    | Lega Nord        |         |
| 2004                                     | 7/6/2009 | Federico Rizzi | Obiettivo Viggiù |         |
| Les données manquantes sont à compléter. |          |                |                  |         |

### Hameaux
Baraggia, Piamo, C.na Case Nuove, Volpinazza, M.o Bevera, Baraggiola, Casa Leggio, Molino Nuovo, Molino dell'Olio, Molino di sopra, Fattoria nuova, Poreggio, Roccolo, San Martino, Vidisello, Monte Scere, Monte Sant'Elia, Monte Pravello (o P.ne d'Arzo), Monte Orsa, Torre Rezzara, Istituto principe di Piemonte, Albero di Sella

### Communes limitrophes
| Besano    |          |         |
| Bisuschio | Viggiù   | Saltrio |
| Arcisate  | Cantello | Clivio  |